# Proteopharmacis insignis
Proteopharmacis insignis là một loài bướm đêm trong họ Geometridae.